# Encensoir

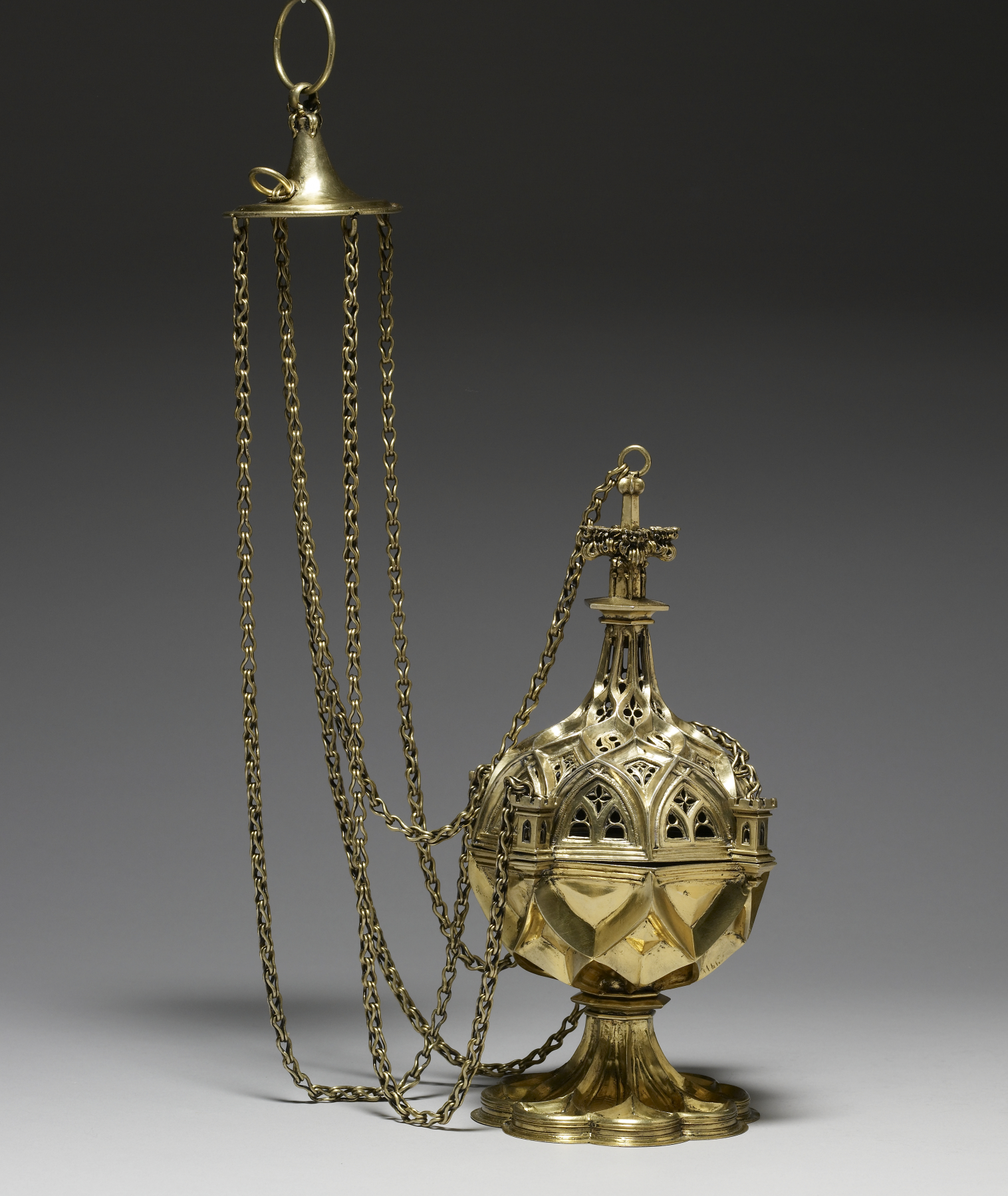
Encensoir à usage liturgique.

Un encensoir est un vase brûle-parfum généralement en métal ou en porcelaine. Dans la liturgie catholique latine et orientale ainsi que dans la liturgie orthodoxe, il est prévu pour un usage mobile et est généralement suspendu à trois chaînettes qui permettent de le balancer. 

## Utilisation liturgique
L'encens qui se consume sur des charbons ardents provient de résines végétales odoriférantes qui symbolisent la prière, la purification et la montée aux cieux, en référence au Psaume 140 : « Que ma prière devant toi s'élève comme un encens. » L'encens a aussi une valeur médicinale, et il fait partie des offrandes des mages lors de la Nativité, avec l'or et la myrrhe.
L'encensoir, désigné sous les noms latins de thuribulum ou thymiamaterium, adopte deux formes principales : sphérique (deux capsules emboîtées), et cassolette (petit vase, le plus souvent en métal précieux, de forme variée, ayant un couvercle ajouré rendu mobile par l’usage d’une autre chaînette coulissante).

## Catholicisme
L'art roman est caractérisé par de riches encensoirs (décorés par burinage, ciselure, émaillage et dorure, ornés de frise godronnée, d'oves, etc.). La tradition de brûler de l'encens se développe à cette époque. 
L'un des encensoirs les plus remarquables est le botafumeiro, de la cathédrale de Saint-Jacques-de-Compostelle. Le balancement de cet encensoir monumental (54 kg) fait toute la longueur du transept de l'église.
Le servant de messe qui porte l'encensoir est appelé thuriféraire. Il est parfois accompagné d'un autre servant qui porte la navette, réserve d'encens pour alimenter l'encensoir durant la messe.  
L'encensoir est utilisé à différents moments durant la célébration eucharistique :
- durant la procession d'entrée. Le prêtre encense alors l'autel sur lequel sera célébrée l'eucharistie, ainsi que la croix. Pendant le temps pascal, le célébrant encense le cierge pascal en place de la croix.
- avant la lecture de l'Évangile, le livre de l'évangéliaire est encensé ; pendant sa lecture, le thuriféraire se place face à l'ambon et donne à l'encensoir un mouvement de balancier,
- durant l'Offertoire, le pain et le vin qui seront consacrés sont encensés, puis le célébrant encense l'autel une nouvelle fois,
- le célébrant est ensuite encensé en signe de purification, puis les autres ministres et enfin l'assemblée sont encensés,
- au moment de la consécration : lors de l'élévation de l'hostie et du calice.
- S'il s'agit d'une cérémonie mortuaire, le catafalque, s'il est présent, sinon, le cercueil, est encensé et aspergé d'eau bénite lors du Dernier adieu.